# رابینی
رابینی (به لاتین: Rabyně) یک منطقهٔ مسکونی در جمهوری چک است که در ناحیه بنشوو واقع شده‌است.